# هارگریوز لندس‌داون
هارگریوز لندس‌داون (به انگلیسی: Hargreaves Lansdown) شرکت خدمات مالی بریتانیایی است، که در زمینه مبادله سهام و اوراق قرضه فعالیت می‌نماید. باشگاه فوتبال بریستول سیتی متعلق به این شرکت می‌باشد.
شرکت هارگریوز لندس‌داون در سال ۱۹۸۱ توسط پیتر هارگریوز و استفان لندس‌داون تأسیس شد. دفتر مرکزی این شرکت در شهر بریستول، بریتانیا قرار دارد و بخشی از سهام آن در بازار بورس لندن معامله می‌شود.